# Таинственная находка
«Таинственная находка» — советский художественный полнометражный цветной фильм, снятый режиссёром Борисом Бунеевым на киностудии имени М. Горького в 1953 году.

## Сюжет
Школьники заполярного посёлка Рыбачий нашли старое ружьё, которое послужило поводом организовать экспедицию для сбора сведений о жизни народного героя Гурия Гагарки.
Во время Крымской войны он ценой своей жизни посадил на мель английский фрегат, что позволило оборонявшимся собрать ополчение и отразить атаку английского десанта.
Подвиг Гагарки не был забыт, и его пример укреплял моральный дух партизан, сражавшихся с врагом в годы Великой Отечественной войны.
Те трудности, с которыми ребята столкнулись во время похода, ещё больше сплотили их дружбу. Усилия нового классного руководителя — учителя истории Екатерины Сергеевны и пионервожатого Антона принесли плоды. Их класс сдержал данное шефам с траулера «Славный» слово и закончил учебный год только с хорошими оценками.

## В ролях
- Валентин Грачёв — Вася Головин, нерадивый школьник
- Б. Дорохов — Андрей, редактор и художник школьной стенгазеты «Колючка»
- Александр Покровский — Стёпа Брусничкин
- А. Шмуракова — Люда, школьный «садовод»
- В. Причисняев — Костя, её брат
- В. Жуков — Егор, председатель совета отряда, школьный «звериный воспитатель»
- Екатерина Савинова — Екатерина Сергеевна Сотникова, учительница истории
- Андрей Петров — Алексей Иванович Головин, старший брат Васи, капитан траулера «Славный»
- Александр Суснин — Антон, пионервожатый
- Алексей Грибов — Никанор Сарванов, народный сказитель
- Михаил Глузский — Сергей Иванович Чернышёв, ботаник и селекционер, бывший партизан
- Геннадий Юдин — Гурий Гагарка, кормщик, ставший народным героем
- Алексей Алексеев — Степан Головин, командир ополченцев Рыбачьего
- Евгений Тетерин — капитан английского военного фрегата «Миранда»
- Николай Граббе — офицер английского фрегата
- Георгий Гумилевский — Прохор Фёдорович Брусничкин, боцман траулера «Славный»
- Игорь Безяев — Никанор Сарванов, чемпион оленьих гонок

## Съёмочная группа
- Автор сценария: Валентина Спирина
- Режиссёр-постановщик: Борис Бунеев
- Художественный руководитель: Сергей Герасимов
- Оператор-постановщик: Гавриил Егиазаров
- Композитор: Владимир Юровский
- Художник-постановщик: Пётр Галаджев